# Alfred Eckardt

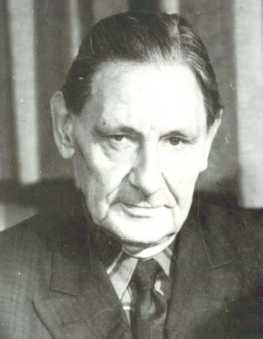
Alfred Eckardt (Quelle: Professorengalerie der Physikalisch-Astronomischen Fakultät der Universität Jena)

Alfred Julius Wilhelm Eckardt (* 21. Oktober 1903 in Sondershausen; † 8. Mai 1980 in Jena) war ein deutscher experimenteller Physiker, Elektrotechniker und Hochschullehrer an der Universität Jena, der sich mit Kernphysik, Technischer Physik und Materialprüfung beschäftigte.

## Leben
Nach dem Besuch des Gymnasiums in Hamburg und Flensburg folgte das Studium der Elektrotechnik und Physik an der TH Hannover sowie der Physik an der Universität Kiel, wo er dann bei Hans Geiger und Christian Gerthsen arbeitete. Er promovierte 1930 bei Walter Kossel an der Universität Kiel mit einer Arbeit über die Wechselwirkung von Protonen mit Materie. Er habilitierte sich als Assistent bei Heinrich Rausch von Traubenberg am Kieler Institut für Theoretische Physik 1936 mit einer Untersuchung über Kernreaktionen an Lithium und Magnesium. Kurz darauf verließ er aus politischen Gründen Kiel und ging an die Siemens-Reiniger-Werke nach Rudolstadt. Während des Zweiten Weltkrieges wurde er an die Deutsche Seewarte Hamburg dienstverpflichtet. Er wurde politisch verfolgt und 1944 im Konzentrationslager Emslandlager Papenburg inhaftiert.
1946 übernahm er das neugegründete Institut für Materialforschung an der Friedrich-Schiller-Universität Jena. 1947 wurde er auch mit der Leitung des Technisch-Physikalischen Institutes betraut und 1949 zum Professor auf den Lehrstuhl für Angewandte Physik berufen. Er hielt Vorlesungen zur Kernphysik, Elektrophysik aber auch zur Fotografie.
Aufbauend auf seinen Erfahrungen begann er mit kernphysikalischen Untersuchungen und war Mitbegründer der Kernphysik in der DDR. Eine Reihe von erfolgreichen Geräteentwicklungen, wie Betatrons, Nebelkammern, Blasenkammern und Massenspektrographen sowie die Inbetriebnahme einer 1-MV-Hochspannungskaskade und eines 2-MV-Van-de-Graaff-Generators folgten. Er gründete die „Forschungsstelle für Übermikroskopie“, die die Jenaer Tradition in der Elektronenmikroskopie fortführte und gemeinsam mit Ultraschall- und Röntgenmethoden in den Bereich der Materialprüfung einbrachte, wobei er auch mit Carl Zeiss Jena kooperierte. Ein Betatron wurde später zur medizinischen Forschung und Behandlung eingesetzt.
1960 wurde er für zwei Wahlperioden Dekan der Mathematisch-Naturwissenschaftlichen Fakultät. Neben einer Reihe von Zeitschriftenbeiträgen war er Mitautor des „Lehrbuches für Kernphysik“ und des „Handbuches für Energiewirtschaft“. 1953 war er Mitbegründer und -herausgeber der Zeitschrift „Experimentelle Technik der Physik“.
1951 wurde er zum Mitglied der Akademie der Wissenschaften der DDR gewählt.
Er erhielt 1958 den Vaterländischen Verdienstorden in Bronze und 1963 für seine Verdienste um die Entwicklung, Erforschung und Anwendung kernphysikalischer Methoden für die zerstörungsfreie Materialprüfung den Nationalpreis II. Klasse. 1964 bekam er die Ehrendoktorwürde der Friedrich-Schiller-Universität Jena. Seine Emeritierung erfolgte 1968.

## Werke (Auswahl)
- Geschwindigkeitsverlust von H-Kanalstrahlen beim Durchgang durch feste Körper, Dissertation, Universität Kiel 1930, Annalen der Physik 5, 5, 3 (1930), S. 401–428.
- Über die Entstehung radioaktiver Elemente bei der Beschießung von Lithium und Magnesium mit Th (c,alpha) Strahlen, Habilitation, Universität Kiel 1936, Annalen der Physik 5, 29, 6 (1937), S. 498–513.